# 마지막 귀갓길
"마지막 귀갓길"(Last Homecoming)은 한국에서 제작된 김준성 감독의 2009년 영화이다. 조정원 등이 주연으로 출연하였다.

## 출연

### 주연
- 조정원
- 강한나
- 주영호